# Мийд
Вижте пояснителната страница за други значения на Мийд.
Мийд (на английски: Mead) е град в окръг Уелд, щата Колорадо, САЩ. Мийд е с население от 2017 жители (2000) и обща площ от 11,5 km². Намира се на 1525 m надморска височина. ZIP-кодът му е 80542, а телефонният му код е 970.